# کم‌دراو
کِم‌دراو (به انگلیسی: ChemDraw) یک ویرایشگر مولکولی است که اولین بار در سال ۱۹۸۵ توسط دیوید ایوانز و استوارت روبنشتاین (بعدها توسط شرکت شیمی‌فورماتیکِ کمبریج سافت) توسعه یافت. این شرکت در سال ۲۰۱۱ به پرکین‌المر فروخته شد. کم‌دراو، همراه با کم3D و کم‌فایندر، بخشی از مجموعه برنامه‌های کم‌آفیس است و برای مکینتاش و مایکروسافت ویندوز در دسترس است.